# Sandy dai mille colori/Lupin, l'incorreggibile Lupin
Sandy dai mille colori/Lupin, l'incorreggibile Lupin è il trentunesimo singolo della cantante italiana Cristina D'Avena pubblicato nel 1987 e distribuito da C.G.D. Messaggerie Musicali S.p.A. Sul lato B una canzone di Enzo Draghi, firmatosi con lo pseudonimo Gli amici di Lupin.

## I brani
Sandy dai mille colori è una canzone incisa da Cristina D'Avena, come sigla dell'anime omonimo, scritta da Alessandra Valeri Manera su musica di Giordano Bruno Martelli. Nel 1988 la canzone è stata adattata anche in francese e cantata da Claude Lombard con il titolo Susy aux fleurs magiques. Sul 45 giri di questa versione, sul lato B, è incisa la versione strumentale. Nel 1991 venne adattata anche in spagnolo con il titolo Sandy. La serie animata fu trasmessa per la prima volta nel gennaio del 1987, l'anno di produzione, quindi, potrebbe risalire al 1986.
Lupin, l'incorreggibile Lupin è una canzone incisa da Enzo Draghi con la partecipazione di Simone D'Andrea, scritta da Alessandra Valeri Manera su musica di Ninni Carucci. La canzone è la terza sigla italiana, in ordine cronologico, dell'anime Lupin III, utilizzata per la prima volta per la terza serie.

Screenshot della sigla televisiva di Lupin, l'incorreggibile Lupin

Nelle repliche delle prime due serie, Lupin, l'incorreggibile Lupin sostituì le precedenti sigle Planet O dei Daisy Daze and the Bumble Bees e Lupin cantata da Irene Vioni; finché dal 2004, in occasione del ripristino dei titoli originali delle singole serie TV, in apertura venne posta la nuova Hallo Lupin di Giorgio Vanni, mentre per le sigle di chiusura ritornarono Planet O e Lupin. La terza serie, invece, ha conservato Lupin, l'incorreggibile Lupin. È stata usata anche in alcune trasmissioni televisive dei film di Lupin III e in alcune delle VHS di questi edite da Medusa Video (nelle collane Bim Bum Bam Video e AnimAction), con montaggi video parzialmente o interamente differenti.
Nel 1988 in Francia, la base musicale fu utilizzata per la sigla francese di Holly e Benji - Due fuoriclasse, intitolato in francese Olive et Tom champions du foot, e nel 1990 per quella spagnola della stessa serie, intitolata Campeones. Sul lato B del 45 giri francese è incisa la versione strumentale.
La canzone è diventata col tempo una delle più iconiche dell'artista, è stata anche remixata due volte, nel 1996 e nel 1999. Nell'edizione a doppio disco del film Lupin III - Il castello di Cagliostro edita da Dvd Storm è presente un'esibizione live della sigla da parte di Enzo Draghi a La notte delle stelle.

## Tracce
- LP: FM 13157

Lato A
Testi di Alessandra Valeri Manera, musiche di Giordano Bruno Martelli; edizioni musicali Canale 5 Music.
1. Cristina D'Avena – Sandy dai mille colori – 3:08

Lato B
Testi di Alinvest, musiche di Carmelo Carucci; edizioni musicali Canale 5 Music.
1. Enzo Draghi – Lupin, l'incorreggibile Lupin – 3:14

## Produzione
- Alessandra Valeri Manera – Produzione artistica e discografica
- Direzione Creativa e Coordinamento Immagine Mediaset – Grafica

## Produzione e formazione dei brani

### Sandy dai mille colori
- Orchestra di Giordano Bruno Martelli – Esecuzione brano
- Giordano Bruno Martelli – direzione orchestra
- i Piccoli Cantori di Milano – cori
- Niny Comolli – direzione cori
- Laura Marcora – direzione cori

### Lupin, l'incorreggibile Lupin
- Carmelo Carucci – arrangiamento, tastiere, batteria elettronica
- Piero Cairo – sintetizzatore
- Giorgio Cocilovo – chitarre elettriche
- Claudio Pascoli – sassofono
- i Piccoli Cantori di Milano – cori
- Niny Comolli – direzione cori
- Laura Marcora – direzione cori

#### Lupin, l'incorreggibile Lupin (Remix 1996)
- Euroline Music – produzione remix
- Giovanni Bianchi, Franco Vavassori, Silvano Ghioldo – arrangiamento
- Ugo Bolzoni – Registrazione re-vox e mixaggio allo Studio Music Store, Bergamo

#### Lupin, l'incorreggibile Lupin (Remix 2000)
- Morris Capaldi – produzione remix

## Cover
Lupin l'incorreggibile Lupin ha avuto negli anni diverse cover amatoriali, qualcuna anche incisa ma anche cover di Cristina D'Avena e Giorgio Vanni. La prima non ha mai inciso il brano ma lo ricanta spesso durante le tappe dei suoi concerti con i Gem Boy mentre il secondo ha inciso il brano all'interno del suo album di cover Time Machine - Da Goldrake a Goku. Altre due versioni remix sono quelle di DJ Ross dal titolo Lupin (Ineguagliabile Mix) e Lupin (Inafferrabile Mix) che nel 2003 sono state pubblicate nel singolo Lupin. I remix è stato fatto sulla base di Smile, storico successo del DJ.

### Produzione e formazione

#### Lupin, l'incorreggibile Lupin (Cristina D'Avena & Gem Boy)
- Max Vicinelli – tastiere e pianoforte
- Alessandro Ronconi "J.J. Muscolo" – chitarra elettrica
- Andrea Taravelli – basso
- Matteo Monti – batteria
- Andrea Poltronieri – sax, chitarra acustica

#### Lupin, l'incorreggibile Lupin (Giorgio Vanni)
- Max Longhi – tastiera, programmazione
- Giorgio Vanni – chitarre
- Fabio Gargiulo – chitarre

## Pubblicazioni all'interno di album e raccolte
Sandy dai mille colori è stata pubblicata alcune volte durante gli anni mentre Lupin, l'incorreggibile Lupin ne ha avuto molte di più:
| Anno | Album                                                                           | Titolo                        | Versione                                            |
| ---- | ------------------------------------------------------------------------------- | ----------------------------- | --------------------------------------------------- |
| 1987 | Cristina D'Avena con i tuoi amici in TV                                         | Sandy dai mille colori        | Versione originale                                  |
| 1987 | Fivelandia 5                                                                    | Sandy dai mille colori        | Versione originale                                  |
| 1987 | Fivelandia TV                                                                   | Sandy dai mille colori        | Videoclip utilizzato per la trasmissione televisiva |
| 1988 | Cristina D'Avena e i tuoi amici in TV 2                                         | Lupin, l'incorreggibile Lupin | Versione originale                                  |
| 1989 | Supercampioni                                                                   | Lupin, l'incorreggibile Lupin | Versione originale                                  |
| 1991 | Bim Bum Bam - Volume 2                                                          | Lupin, l'incorreggibile Lupin | Versione originale                                  |
| 1991 | I grandi successi di Fivelandia                                                 | Lupin, l'incorreggibile Lupin | Versione originale                                  |
| 1994 | Cristina D'Avena e i tuoi amici in TV 7                                         | Lupin, l'incorreggibile Lupin | Versione originale                                  |
| 1996 | Cristina D'Avena Dance                                                          | Lupin, l'incorreggibile Lupin | Versione remix 1996                                 |
| 1997 | Tira & Molla e altre sigle TV                                                   | Lupin, l'incorreggibile Lupin | Versione originale                                  |
| 1997 | Tira & Molla Compilation                                                        | Lupin, l'incorreggibile Lupin | Versione originale                                  |
| 1997 | Un'avventura al giorno                                                          | Lupin, l'incorreggibile Lupin | Versione originale                                  |
| 2000 | Cristina D'Avena Baby Mix                                                       | Lupin, l'incorreggibile Lupin | Versione remix 1996                                 |
| 2000 | Dragon Ball Dance Compilation                                                   | Lupin, l'incorreggibile Lupin | Versione remix 2000                                 |
| 2000 | Pokémon e Dragon Ball Dance Compilation                                         | Lupin, l'incorreggibile Lupin | Versione remix 2000                                 |
| 2000 | Pokémon Cartoons Dance Compilation                                              | Lupin, l'incorreggibile Lupin | Versione remix 2000                                 |
| 2001 | Cartuno                                                                         | Lupin, l'incorreggibile Lupin | Versione remix 2000                                 |
| 2003 | La notte delle sigle III                                                        | Lupin, l'incorreggibile Lupin | Versione live 2003                                  |
| 2004 | Cristina D'Avena e i tuoi amici in TV 2004                                      | Sandy dai mille colori        | Versione originale                                  |
| 2004 | Cristina D'Avena e i tuoi amici in TV 2004                                      | Lupin, l'incorreggibile Lupin | Versione originale                                  |
| 2004 | Cartoon Story                                                                   | Sandy dai mille colori        | Versione originale                                  |
| 2004 | Cartoon Story                                                                   | Lupin, l'incorreggibile Lupin | Versione originale                                  |
| 2005 | Cartoonlandia Boys                                                              | Lupin, l'incorreggibile Lupin | Versione originale                                  |
| 2006 | Fivelandia 5 & 6                                                                | Sandy dai mille colori        | Versione originale                                  |
| 2006 | Fivelandia 5                                                                    | Sandy dai mille colori        | Versione originale                                  |
| 2006 | Baby Mix                                                                        | Lupin, l'incorreggibile Lupin | Versione remix 1996                                 |
| 2006 | Cartoonlandia Boys&Girls Story                                                  | Sandy dai mille colori        | Versione originale                                  |
| 2007 | Che magia!                                                                      | Sandy dai mille colori        | Versione originale                                  |
| 2008 | Cartoon Music Mania                                                             | Lupin, l'incorreggibile Lupin | Versione remix 2000                                 |
| 2008 | Gormiti Compilation e i tuoi supereroi                                          | Lupin, l'incorreggibile Lupin | Versione originale                                  |
| 2009 | Cartoonlandia - Le basi musicali dei cartoni                                    | Lupin, l'incorreggibile Lupin | Base musicale strumentale con coro                  |
| 2009 | Cartoonlandia - Le basi musicali dei cartoni                                    | Lupin, l'incorreggibile Lupin | Base musicale con coro                              |
| 2011 | Cartoonlandia Story '80-'90                                                     | Sandy dai mille colori        | Versione originale                                  |
| 2011 | Cartoonlandia Story '80-'90                                                     | Lupin, l'incorreggibile Lupin | Versione originale                                  |
| 2011 | Supercampioni                                                                   | Lupin, l'incorreggibile Lupin | Versione originale                                  |
| 2011 | Balla e canta con Nonna Pina                                                    | Lupin, l'incorreggibile Lupin | Versione remix 2000                                 |
| 2011 | Sigle TV Anni '80 Live - Mantova Comics 2011                                    | Lupin, l'incorreggibile Lupin | Versione live 2011                                  |
| 2012 | Bim Bum Bam Compilation                                                         | Sandy dai mille colori        | Versione originale                                  |
| 2012 | Bim Bum Bam Compilation                                                         | Lupin, l'incorreggibile Lupin | Versione originale                                  |
| 2012 | Il valzer del moscerino presenta - Cartuno Remix                                | Lupin, l'incorreggibile Lupin | Versione remix 2000                                 |
| 2015 | Fivelandia Story                                                                | Sandy dai mille colori        | Versione originale                                  |
| 2015 | Fivelandia Story                                                                | Lupin, l'incorreggibile Lupin | Versione originale                                  |
| 2017 | I grandi classici - Le sigle storiche dei cartoni di Canale 5, Italia 1, Rete 4 | Lupin, l'incorreggibile Lupin | Versione originale                                  |
| 2018 | Le mitiche sigle TV                                                             | Lupin, l'incorreggibile Lupin | Versione originale                                  |
| 2018 | Le più belle sigle TV di Bim Bum Bam                                            | Lupin, l'incorreggibile Lupin | Versione originale                                  |
| 2019 | Fivelandia Reloaded - Volume 5                                                  | Sandy dai mille colori        | Versione originale                                  |